# Ypthima
Ypthima är ett släkte av fjärilar. Ypthima ingår i familjen praktfjärilar.

## Bildgalleri

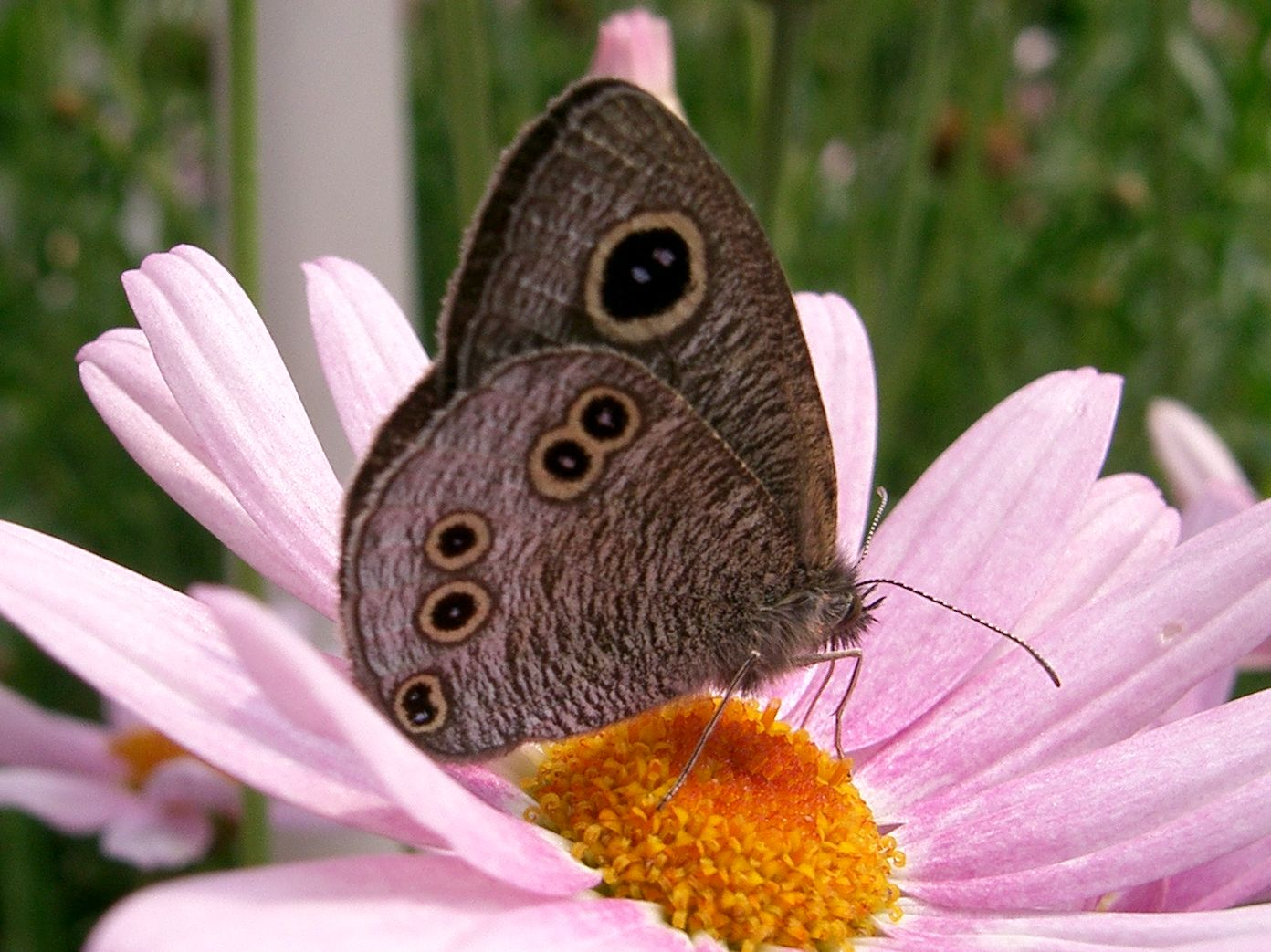
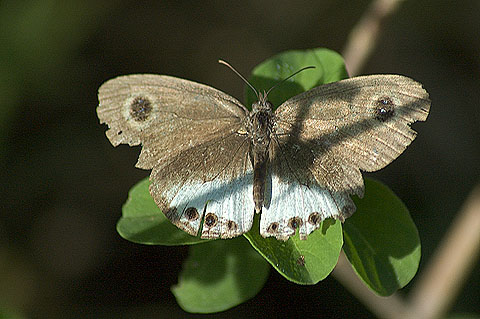
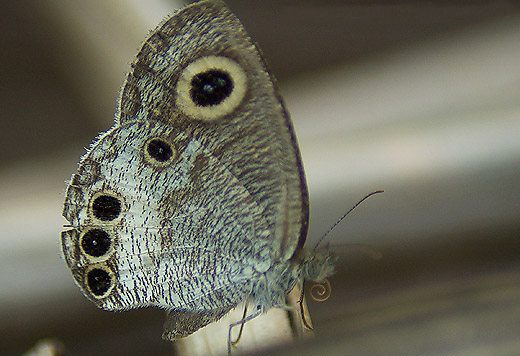
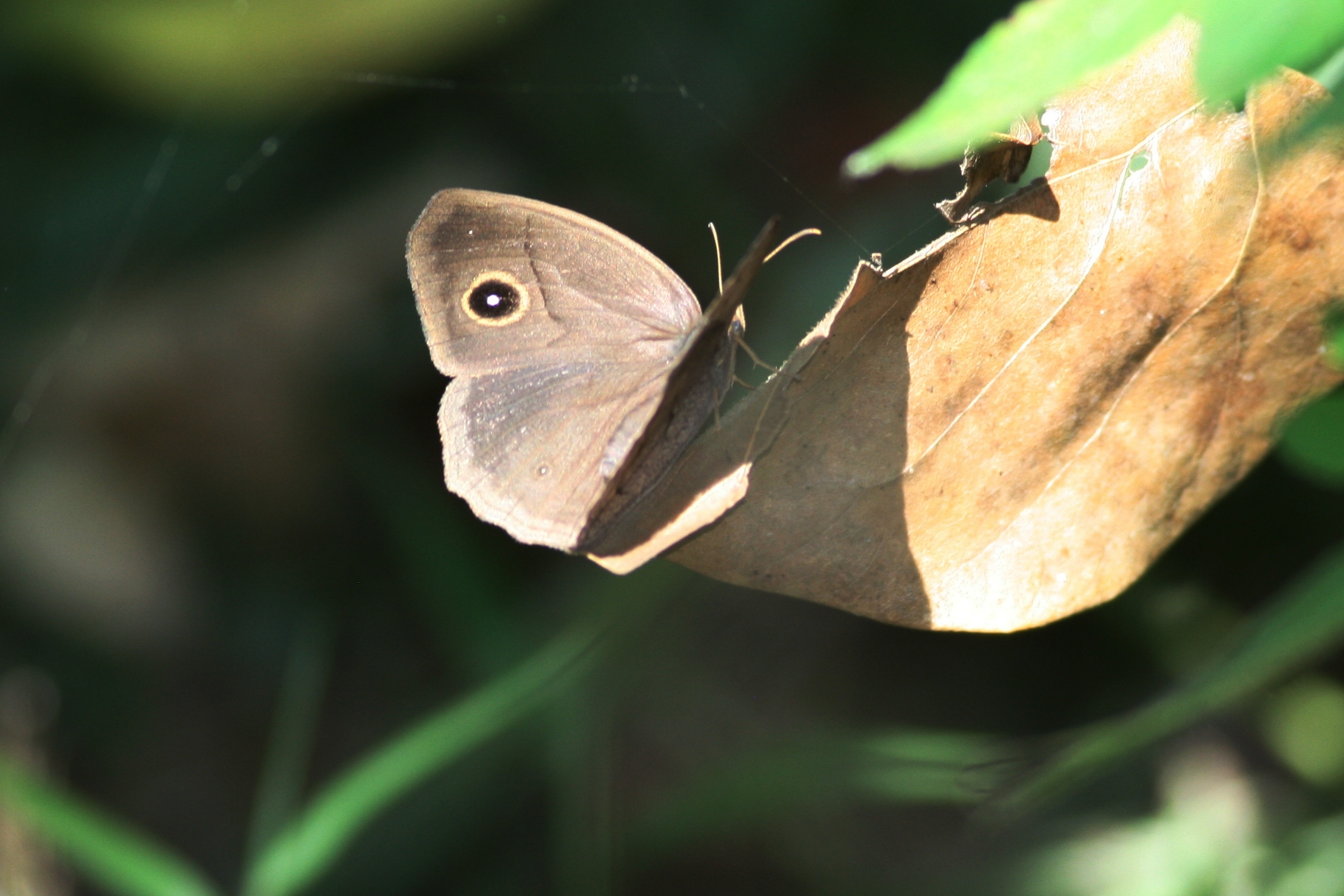
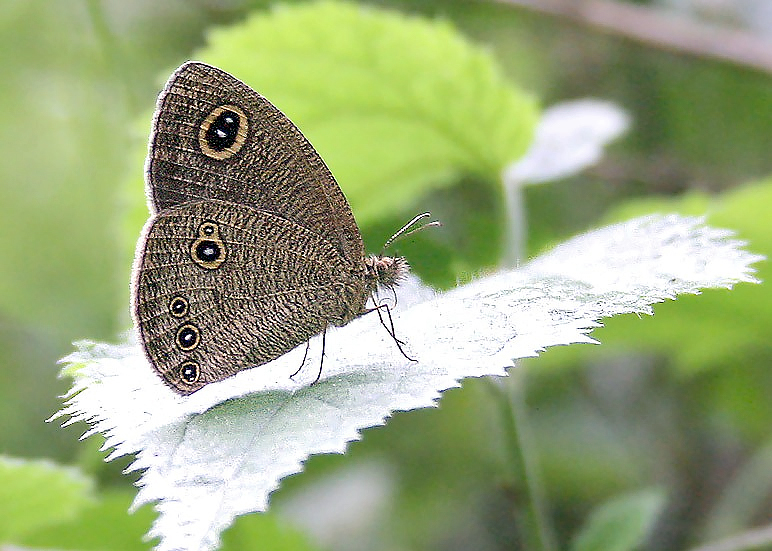

## Dottertaxa tillYpthima, i alfabetisk ordning[1]
- Ypthima abnormis
- Ypthima aeigma
- Ypthima affectata
- Ypthima akbar
- Ypthima akragas
- Ypthima alada
- Ypthima albescens
- Ypthima albida
- Ypthima albiviltuloides
- Ypthima albivittula
- Ypthima alemola
- Ypthima alkibie
- Ypthima amphithea
- Ypthima anana
- Ypthima ancus
- Ypthima andilabe
- Ypthima andokides
- Ypthima andriana
- Ypthima annamitica
- Ypthima antennata
- Ypthima aphnius
- Ypthima apicalis
- Ypthima aquillius
- Ypthima arctous
- Ypthima arcuata
- Ypthima aretas
- Ypthima argentata
- Ypthima argentoides
- Ypthima argillosa
- Ypthima argus
- Ypthima argyrina
- Ypthima ariaspa
- Ypthima asteropina
- Ypthima atra
- Ypthima atsterope
- Ypthima aurivilliusi
- Ypthima austeni
- Ypthima avanta
- Ypthima badhami
- Ypthima baileyi
- Ypthima baldus
- Ypthima balianus
- Ypthima bara
- Ypthima barissanus
- Ypthima batesi
- Ypthima beautei
- Ypthima binucleolata
- Ypthima biocellata
- Ypthima biocelligera
- Ypthima bolanica
- Ypthima budinus
- Ypthima burmana
- Ypthima cachani
- Ypthima calamus
- Ypthima cantliei
- Ypthima caratonus
- Ypthima cataractae
- Ypthima catharina
- Ypthima celebensis
- Ypthima cerealis
- Ypthima ceylonica
- Ypthima chaboras
- Ypthima chenu
- Ypthima chinensis
- Ypthima civis
- Ypthima clinia
- Ypthima clinioides
- Ypthima completa
- Ypthima complexiva
- Ypthima confusa
- Ypthima congoana
- Ypthima conjuncta
- Ypthima conradsi
- Ypthima corticaria
- Ypthima corynetes
- Ypthima daedala
- Ypthima daphne
- Ypthima davidsoni
- Ypthima defecta
- Ypthima depupillata
- Ypthima diophthalma
- Ypthima diplommata
- Ypthima dohertyi
- Ypthima doleta
- Ypthima dromon
- Ypthima dromonides
- Ypthima dschangensis
- Ypthima dyma
- Ypthima dyscola
- Ypthima egregia
- Ypthima elongatum
- Ypthima elwesi
- Ypthima emporialis
- Ypthima eros
- Ypthima esakii
- Ypthima eupeithes
- Ypthima evanescens
- Ypthima evansi
- Ypthima excellens
- Ypthima fasciata
- Ypthima florensis
- Ypthima formosana
- Ypthima formosicola
- Ypthima fulvida
- Ypthima fusca
- Ypthima gadames
- Ypthima galeria
- Ypthima gallienus
- Ypthima ganus
- Ypthima gaugamela
- Ypthima gawalisi
- Ypthima gazana
- Ypthima gela
- Ypthima gellia
- Ypthima glabrius
- Ypthima goudoti
- Ypthima granulosa
- Ypthima haka
- Ypthima hampeia
- Ypthima hannyngtoni
- Ypthima hereroica
- Ypthima hiemis
- Ypthima honora
- Ypthima horsfieldii
- Ypthima howarthi
- Ypthima howra
- Ypthima humei
- Ypthima hyampeia
- Ypthima hübneri
- Ypthima hygrophilus
- Ypthima ibitina
- Ypthima imitans
- Ypthima impunctata
- Ypthima impura
- Ypthima indecora
- Ypthima inica
- Ypthima inocellata
- Ypthima inouei
- Ypthima insolita
- Ypthima interrupta
- Ypthima io
- Ypthima iris
- Ypthima irvingi
- Ypthima iscalensis
- Ypthima ishigakina
- Ypthima jamaeus
- Ypthima jarbas
- Ypthima jezoensis
- Ypthima jocularia
- Ypthima kaledonda
- Ypthima kangeana
- Ypthima kanonis
- Ypthima kasmira
- Ypthima khasia
- Ypthima kosong
- Ypthima laroides
- Ypthima leechi
- Ypthima leuce
- Ypthima lisandra
- Ypthima loryma
- Ypthima luxurians
- Ypthima lycoides
- Ypthima lycus
- Ypthima mabillei
- Ypthima macrianus
- Ypthima macrocellata
- Ypthima madrasa
- Ypthima mahratta
- Ypthima mandraka
- Ypthima marlenii
- Ypthima marshalli
- Ypthima martini
- Ypthima masakii
- Ypthima matinia
- Ypthima medusa
- Ypthima megalia
- Ypthima megalomma
- Ypthima melli
- Ypthima mentawica
- Ypthima methora
- Ypthima methorina
- Ypthima micrommatus
- Ypthima microocellata
- Ypthima microphthalma
- Ypthima minimus
- Ypthima minuta
- Ypthima moenus
- Ypthima mopsus
- Ypthima morus
- Ypthima mossmani
- Ypthima motschulskyi
- Ypthima multistriata
- Ypthima naerius
- Ypthima nareda
- Ypthima narensis
- Ypthima neobilia
- Ypthima newara
- Ypthima newboldi
- Ypthima nigricans
- Ypthima nikaea
- Ypthima niphonica
- Ypthima niveata
- Ypthima norma
- Ypthima nynias
- Ypthima obscura
- Ypthima occidentalis
- Ypthima ordinata
- Ypthima pandocoides
- Ypthima pandocus
- Ypthima papuana
- Ypthima parasakra
- Ypthima pasitelides
- Ypthima paupera
- Ypthima peguana
- Ypthima perfecta
- Ypthima perrieri
- Ypthima persimilis
- Ypthima phania
- Ypthima phasis
- Ypthima philomela
- Ypthima posticalis
- Ypthima praenobilia
- Ypthima praenubila
- Ypthima praestans
- Ypthima pratti
- Ypthima pseudalbida
- Ypthima pseudodromon
- Ypthima pulchra
- Ypthima pupillaris
- Ypthima pusilla
- Ypthima putandoi
- Ypthima quadripunctata
- Ypthima quinquepunctata
- Ypthima rakoto
- Ypthima rara
- Ypthima recta
- Ypthima rhodesiana
- Ypthima robinsoni
- Ypthima sakra
- Ypthima saravus
- Ypthima sarcaposa
- Ypthima satpura
- Ypthima savara
- Ypthima scota
- Ypthima selinuntioides
- Ypthima selinuntius
- Ypthima sempera
- Ypthima septemocellata
- Ypthima septentrionalis
- Ypthima sepyra
- Ypthima sertorius
- Ypthima sesara
- Ypthima similis
- Ypthima simplicia
- Ypthima simpliciocellata
- Ypthima singala
- Ypthima smithi
- Ypthima sobrina
- Ypthima sordida
- Ypthima stellera
- Ypthima striata
- Ypthima strigata
- Ypthima sufferti
- Ypthima sulana
- Ypthima tabella
- Ypthima tahanensis
- Ypthima takamukuana
- Ypthima tamatavae
- Ypthima tapaishani
- Ypthima tappana
- Ypthima thora
- Ypthima tonkiniana
- Ypthima torone
- Ypthima triocellata
- Ypthima triophthalma
- Ypthima tripunctata
- Ypthima tsaratananae
- Ypthima tsinlingi
- Ypthima uniformis
- Ypthima uniocellata
- Ypthima wardi
- Ypthima watsoni
- Ypthima vinsoni
- Ypthima vitiensis
- Ypthima yamanakai
- Ypthima yezoensis
- Ypthima yoma
- Ypthima ypthimoides
- Ypthima yunnanana
- Ypthima zanjuga
- Ypthima zodia
- Ypthima zodiaca
- Ypthima zodina